# Nørre Galten (dorp)
Nørre Galten is een dorp in Oost-Jutland, Denemarken. Het dorp heeft 207 inwoners (2020). Nørre Galten ligt twee kilometer ten noorden van Hadsten en 14 kilometer ten zuiden van Randers. Het dorp ligt in Midden-Jutland en behoort tot de gemeente Favrskov.
Nørre Galten bevindt zich in de parochie Nørre Galten en het dorp heeft een kerk.